# Marumba
Pour les articles homonymes, voir Marumba (homonymie).
Genre
Marumba est un genre d'insectes lépidoptères de la famille des Sphingidae, de la sous-famille des Smerinthinae et de la tribu des Smerinthini .

## Systématique
Le genre a été décrit par l'entomologiste anglais Frederic Moore en 1882. L’espèce type pour le genre est Marumba dyras (Walker, 1865)

### Synonymie
- Burrowsia Tutt, 1902[2]
- Kayeia Tutt, 1902[2]
- Sichia Tutt, 1902 [2]

### Taxinomie
Liste des espèces
- Marumba amboinicus - (C Felder, 1861)
- Marumba cristata - (Butler, 1875)
- Marumba diehli - Roesler & Kuppers, 1975
- Marumba dyras - (Walker, 1865) - espèce type pour le genre
- Marumba fenzelii - Mell, 1937
- Marumba gaschkewitschii - (Bremer & Grey, 1853)
- Marumba indicus - (Walker, 1856)
- Marumba jankowskii - (Oberthur, 1880)
- Marumba juvencus - Rothschild & Jordan, 1912
- Marumba maackii - (Bremer, 1861)
- Marumba nympha - (Rothschild & Jordan, 1903)
- Marumba poliotis - Hampson, 1907
- Marumba quercus - (Denis & Schiffermuller, 1775) - seule espèce européenne
- Marumba saishiuana - Okamoto, 1924
- Marumba spectabilis - (Butler, 1875)
- Marumba sperchius - (Menetries, 1857)
- Marumba tigrina - Gehlen, 1936
- Marumba timora - (Rothschild & Jordan, 1903)

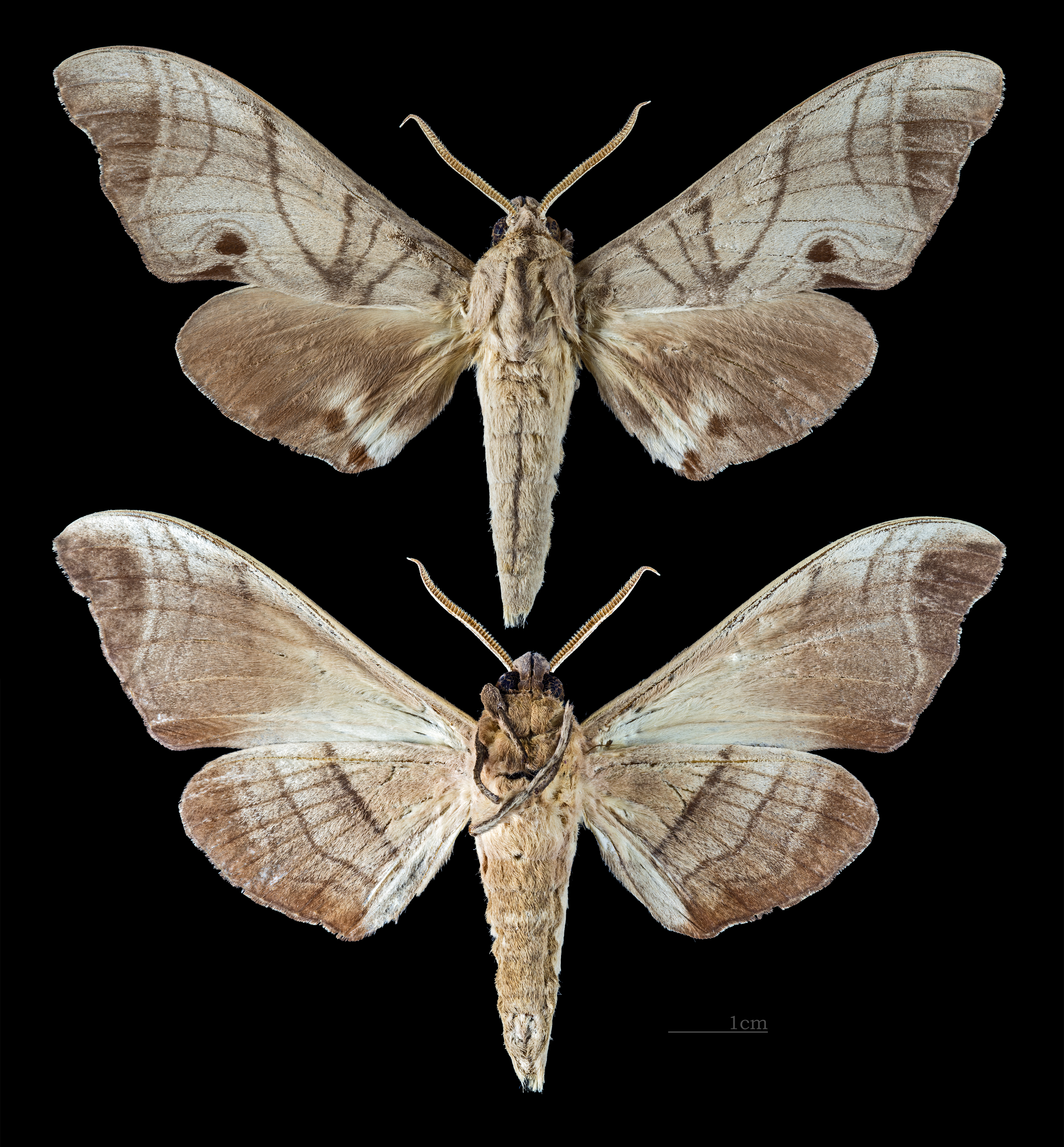
Marumba amboinicus
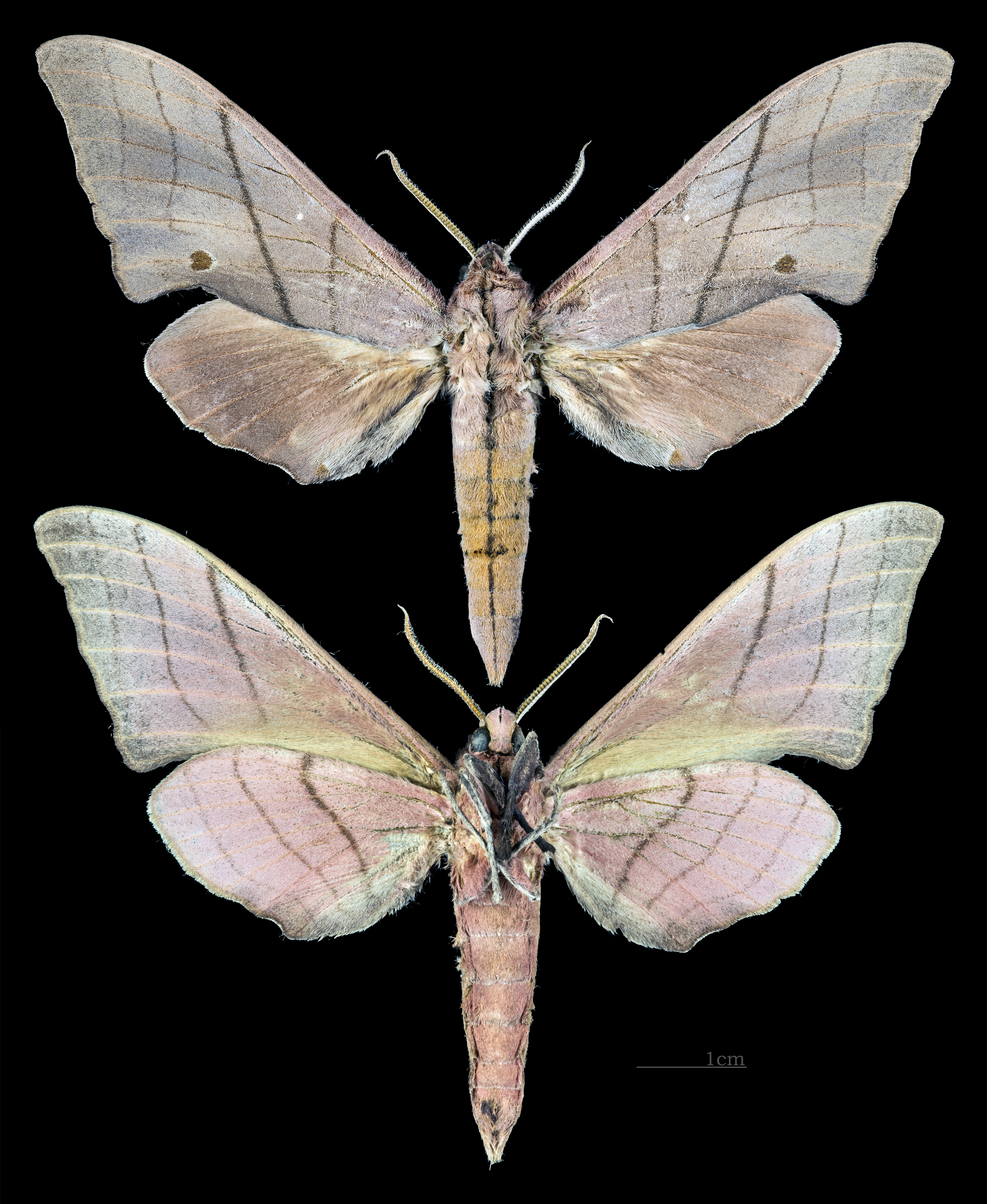
Marumba cristata
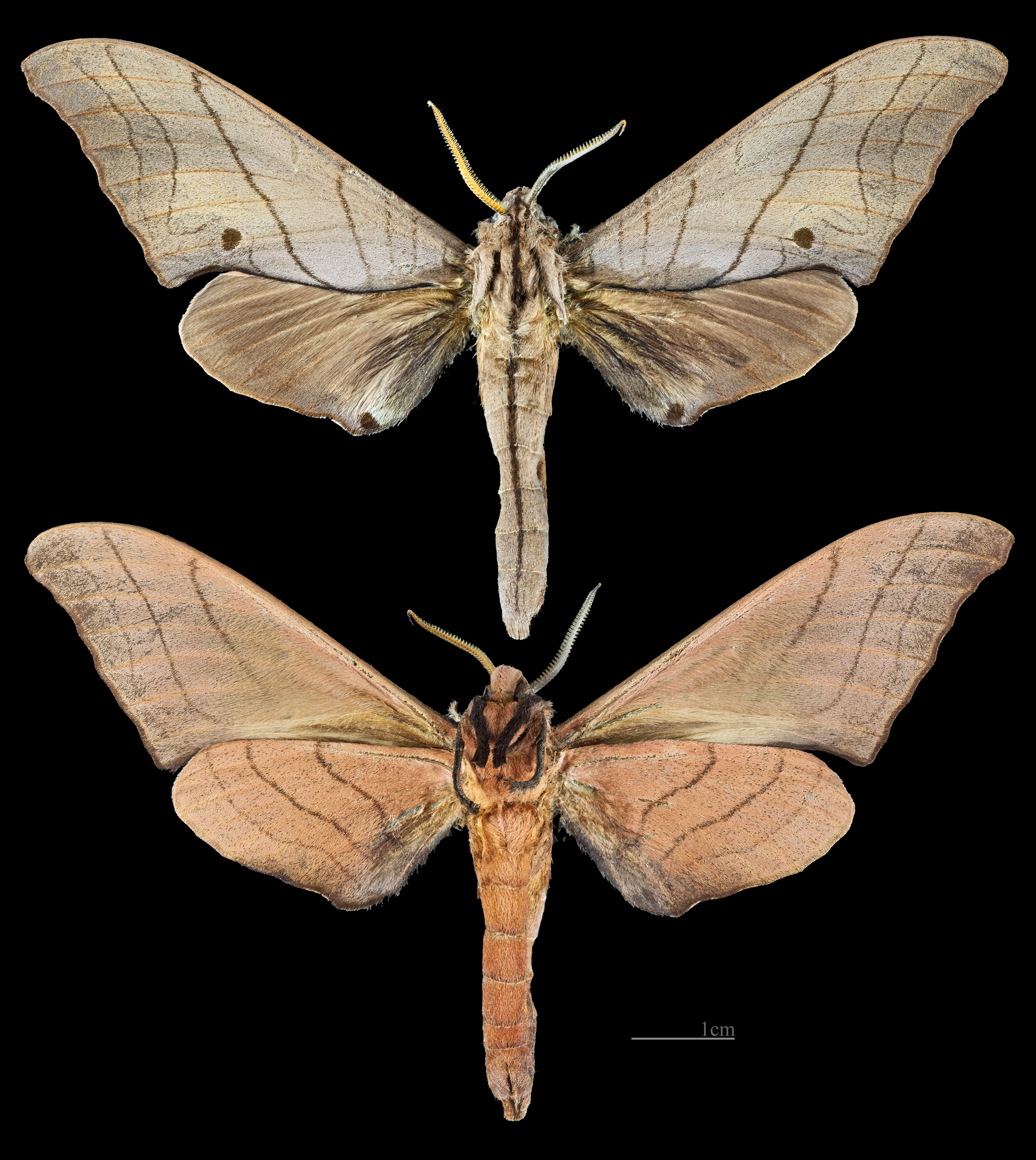
Marumba diehli
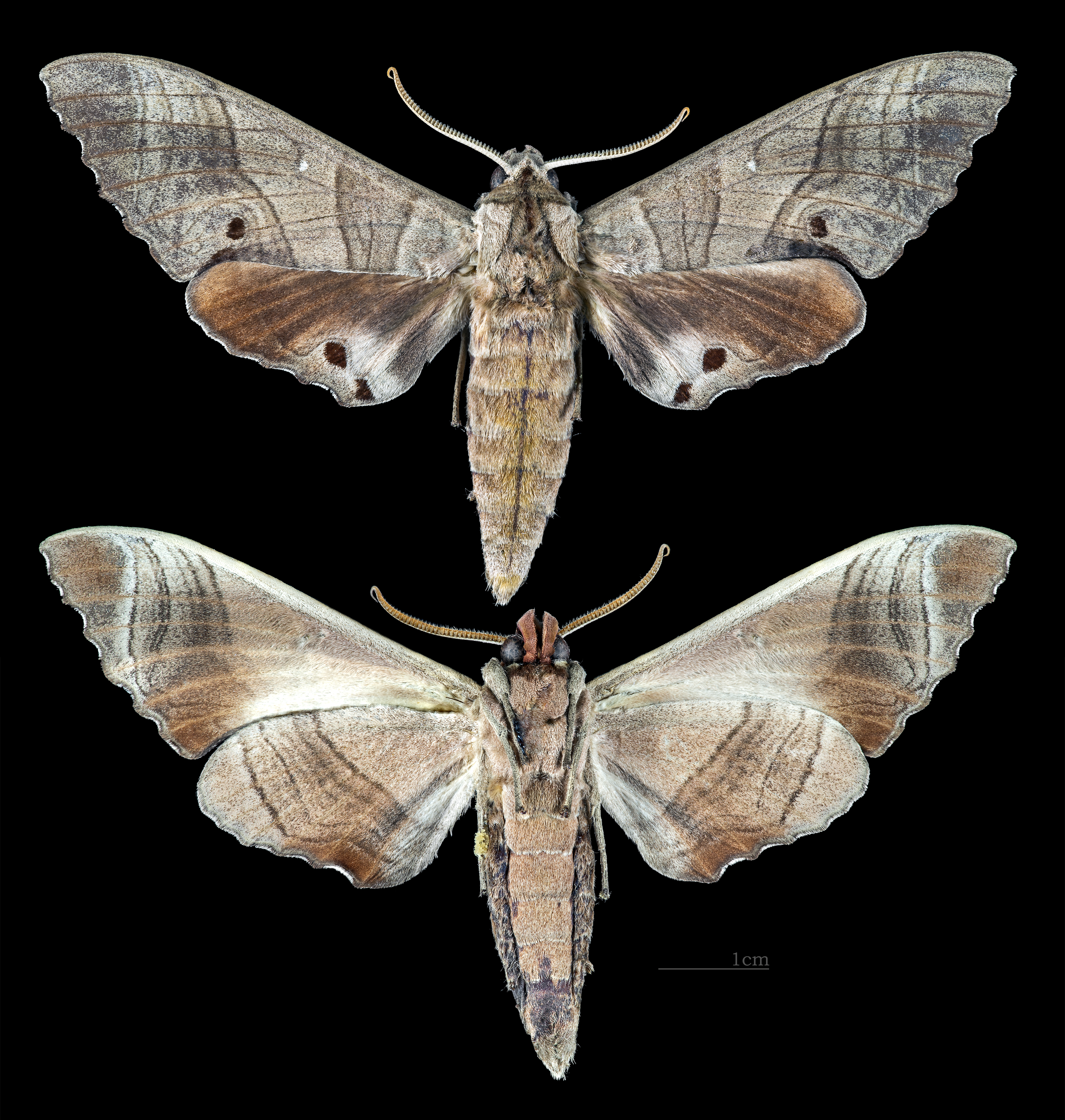
Marumba dyras
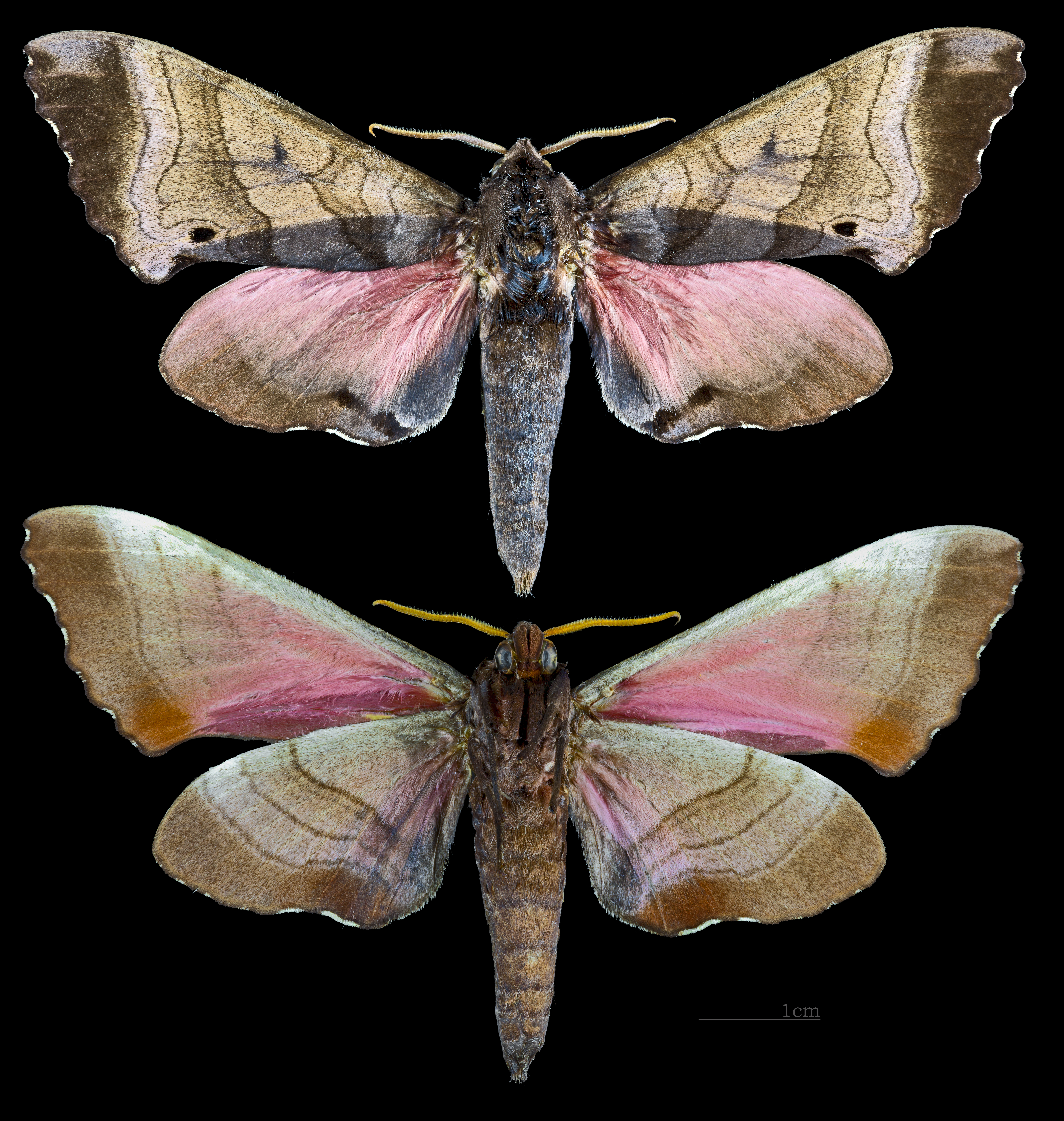
Marumba gaschkewitschii
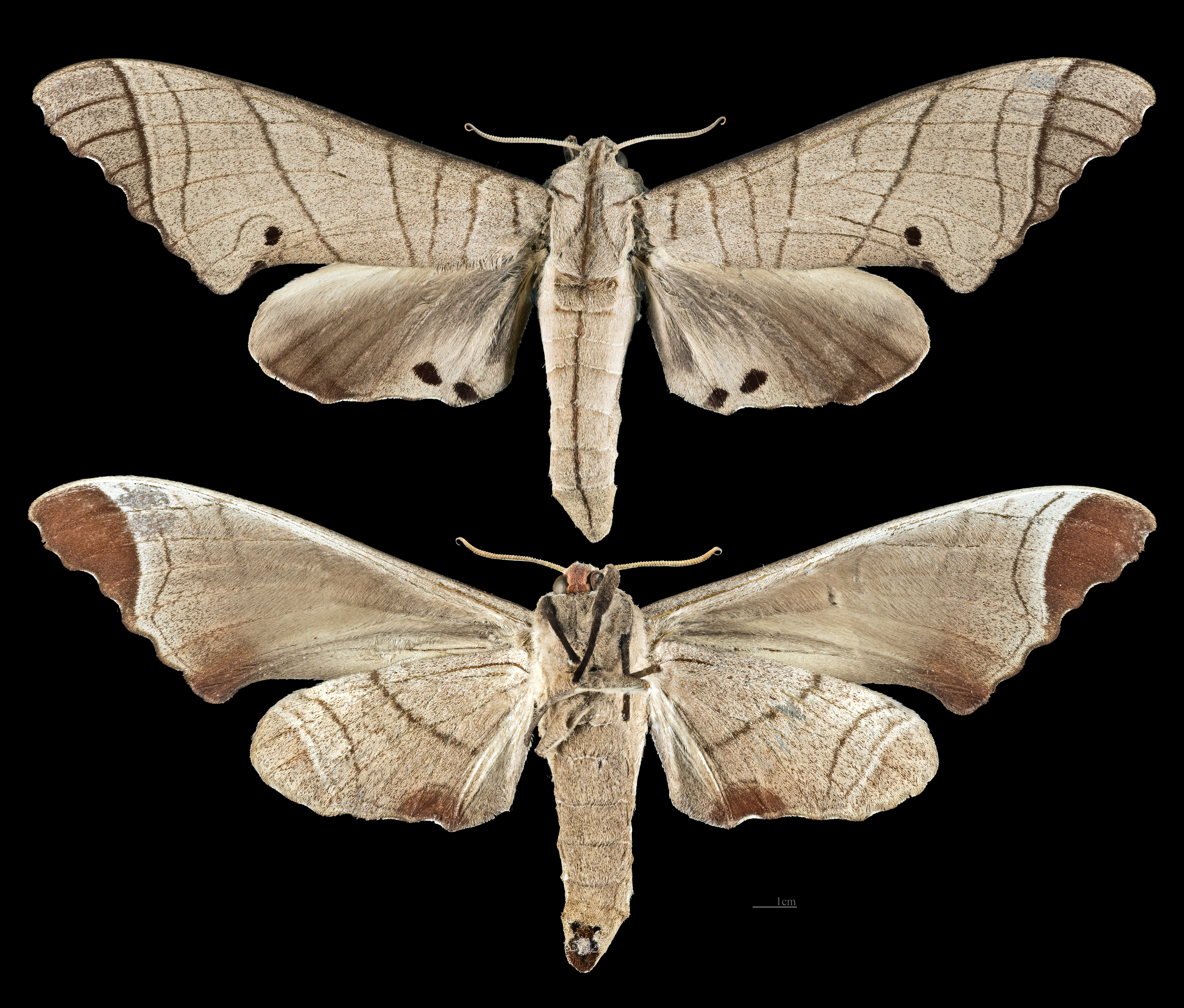
Marumba juvencus
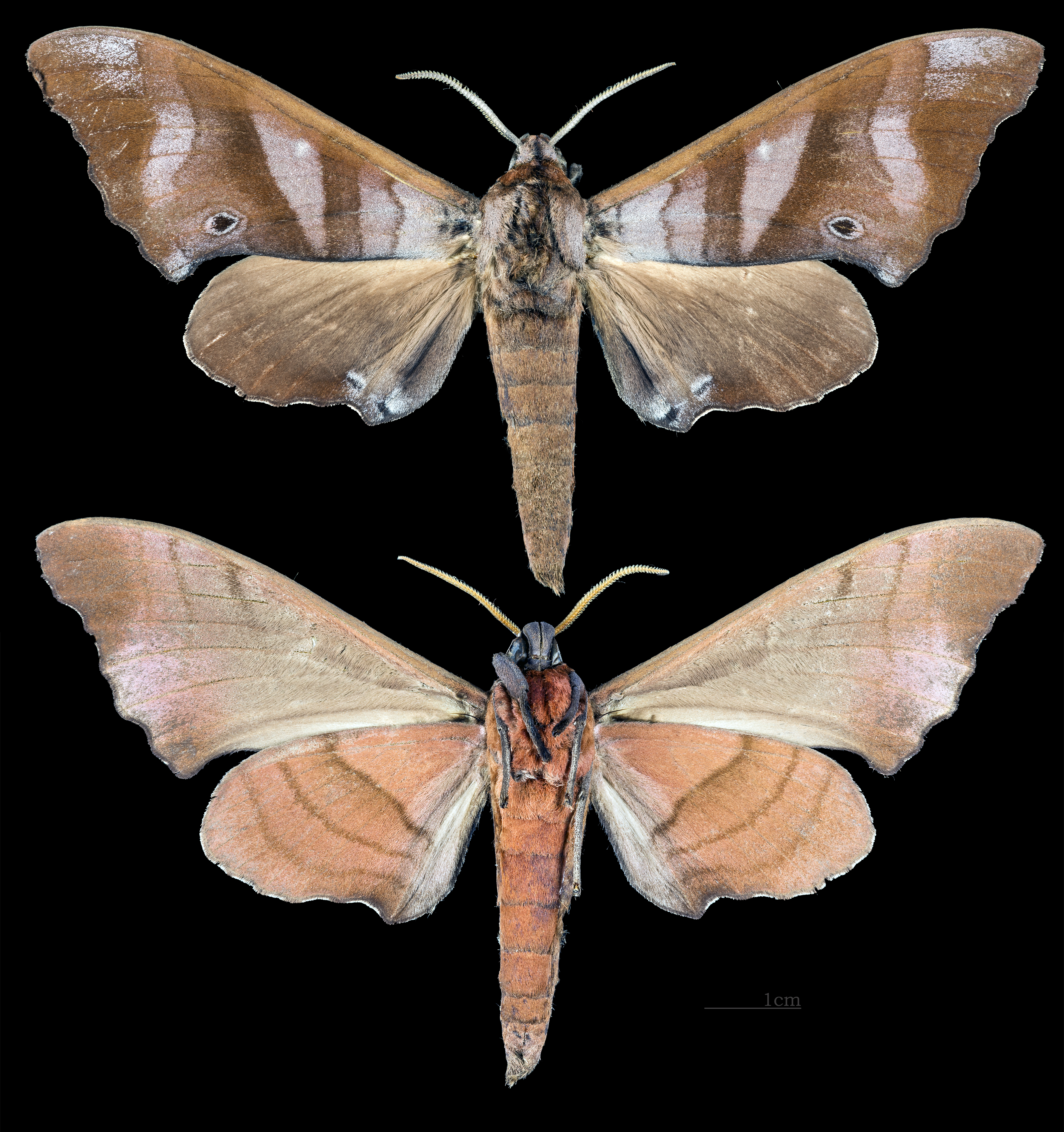
Marumba nympha
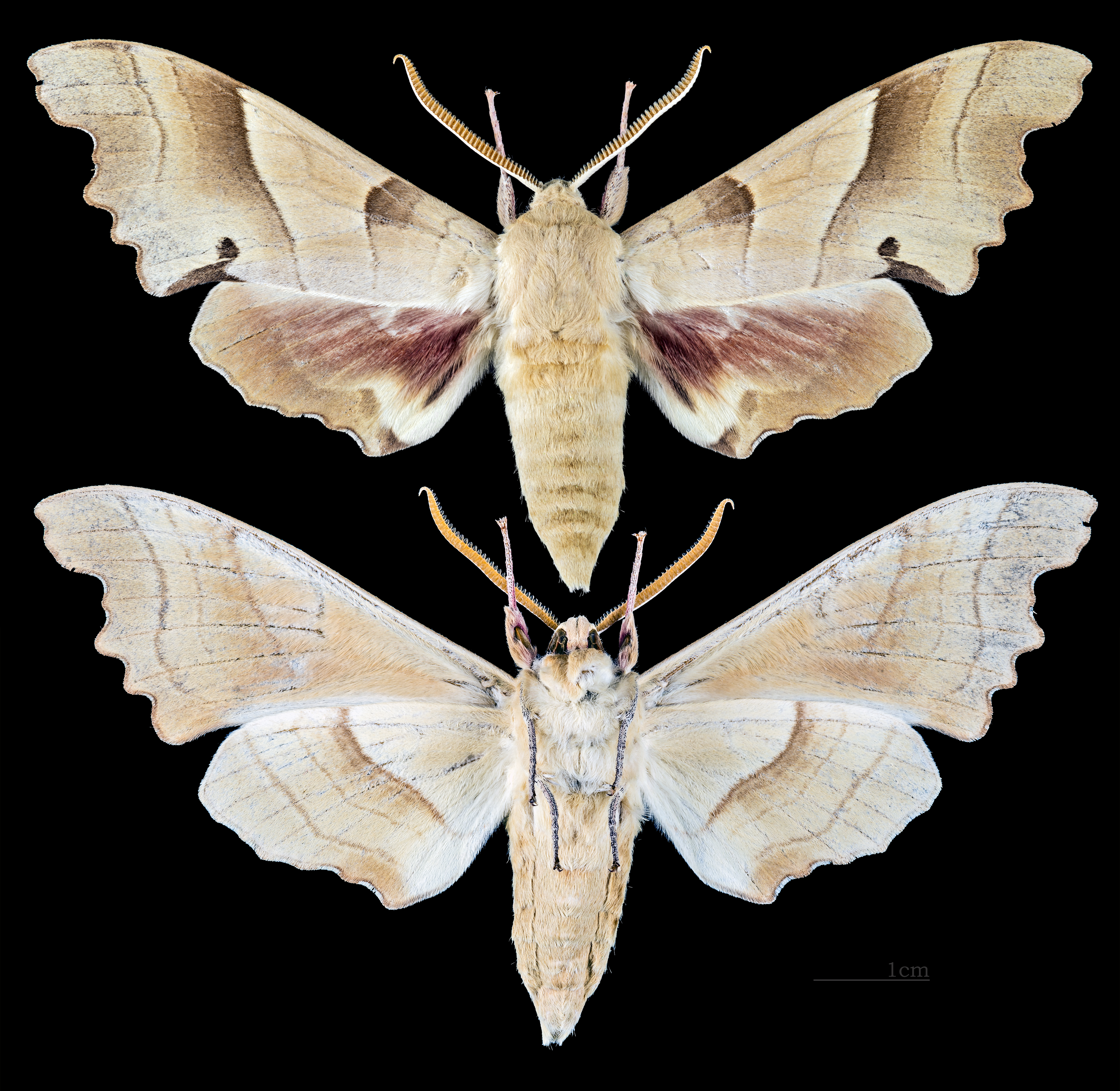
Marumba quercus
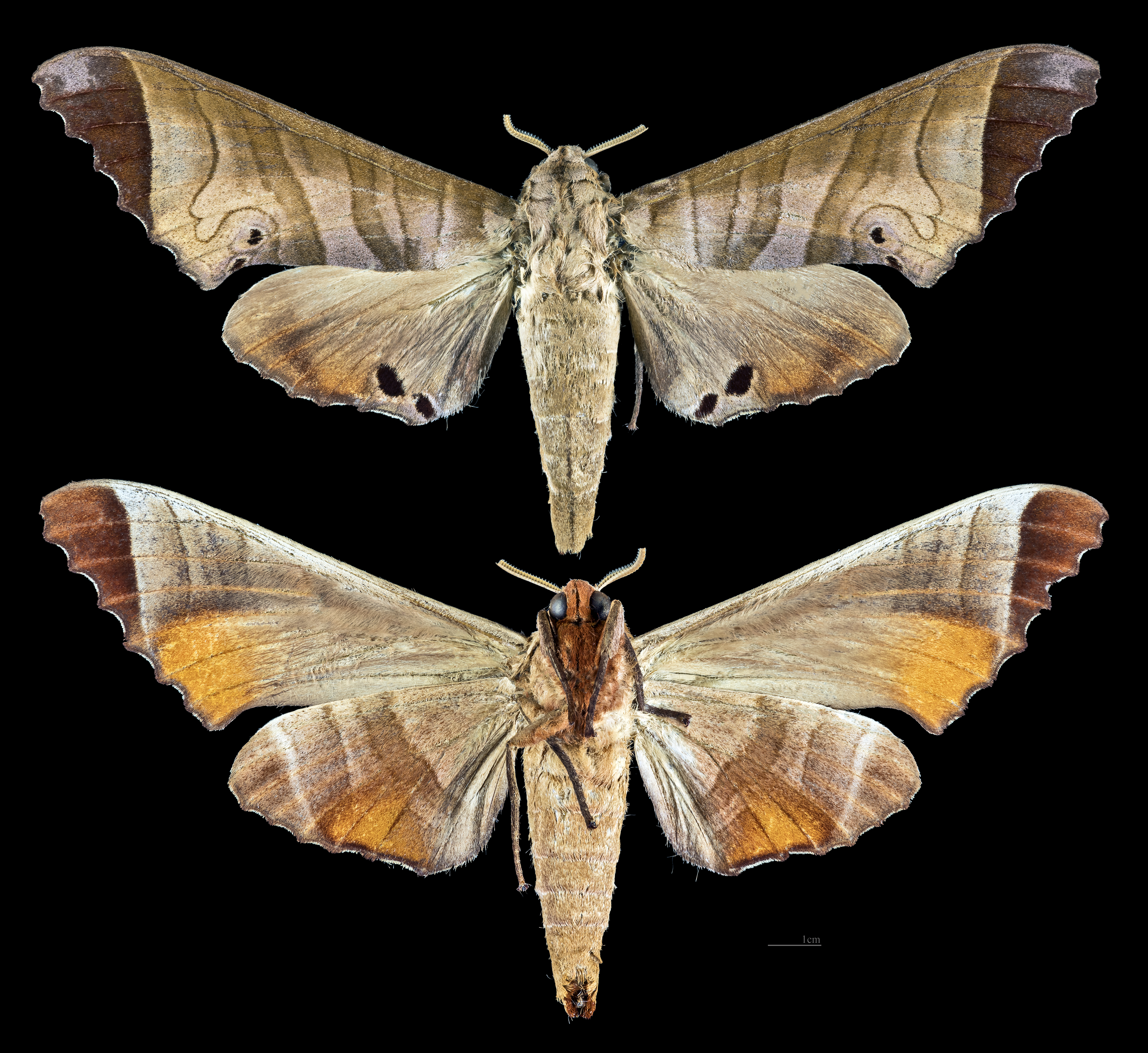
Marumba saishiuana
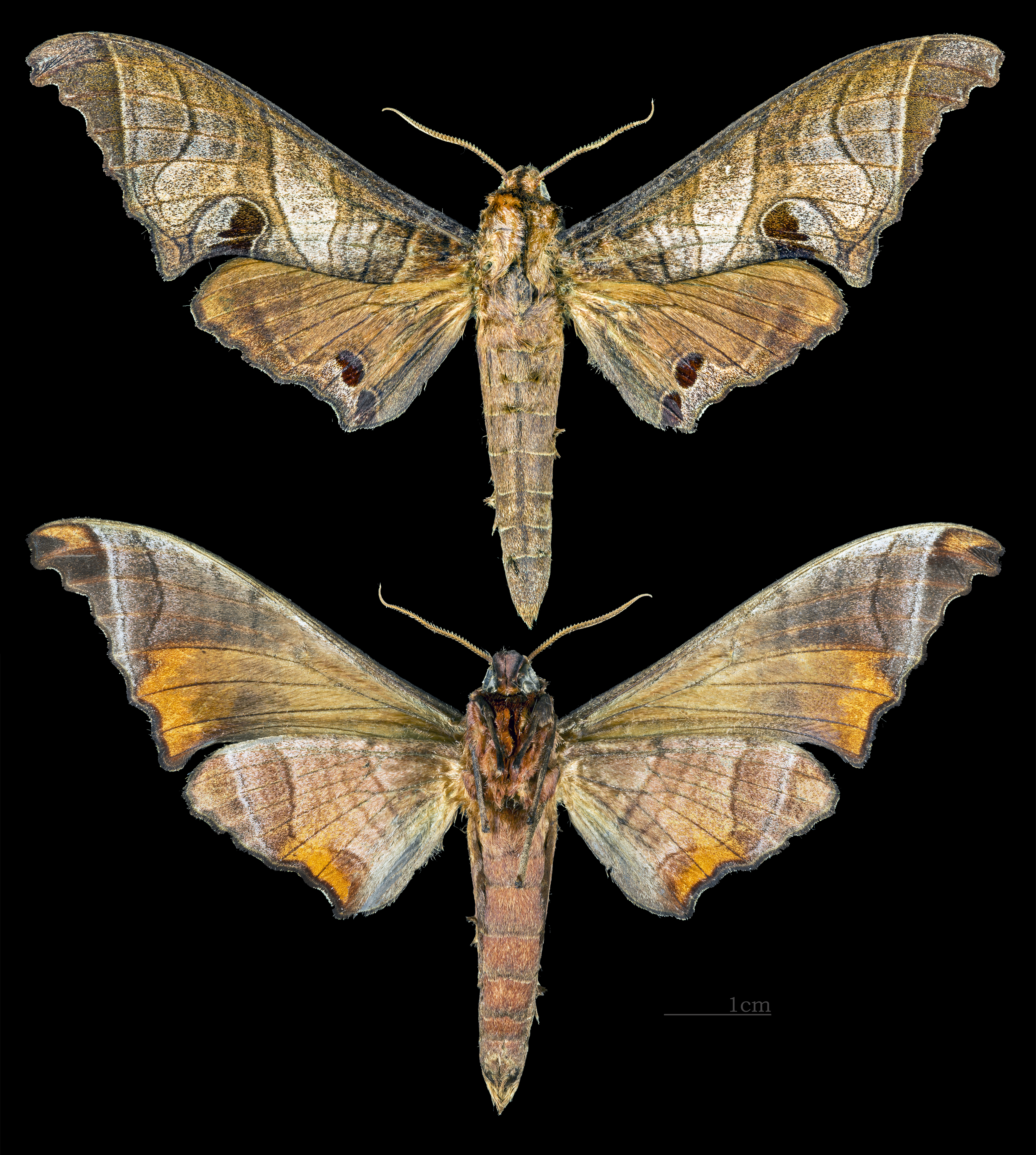
Marumba spectabilis
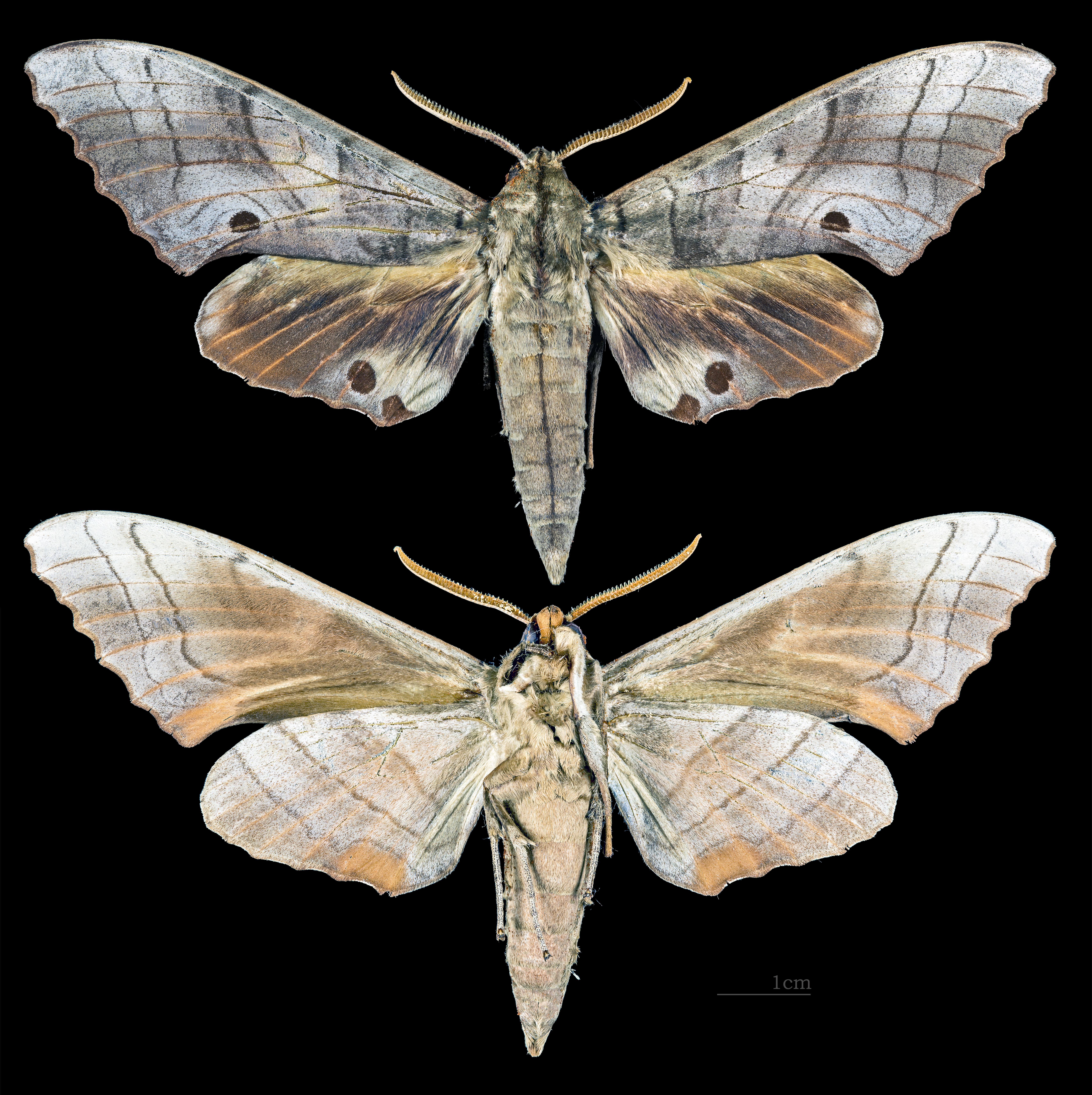
Marumba sperchius
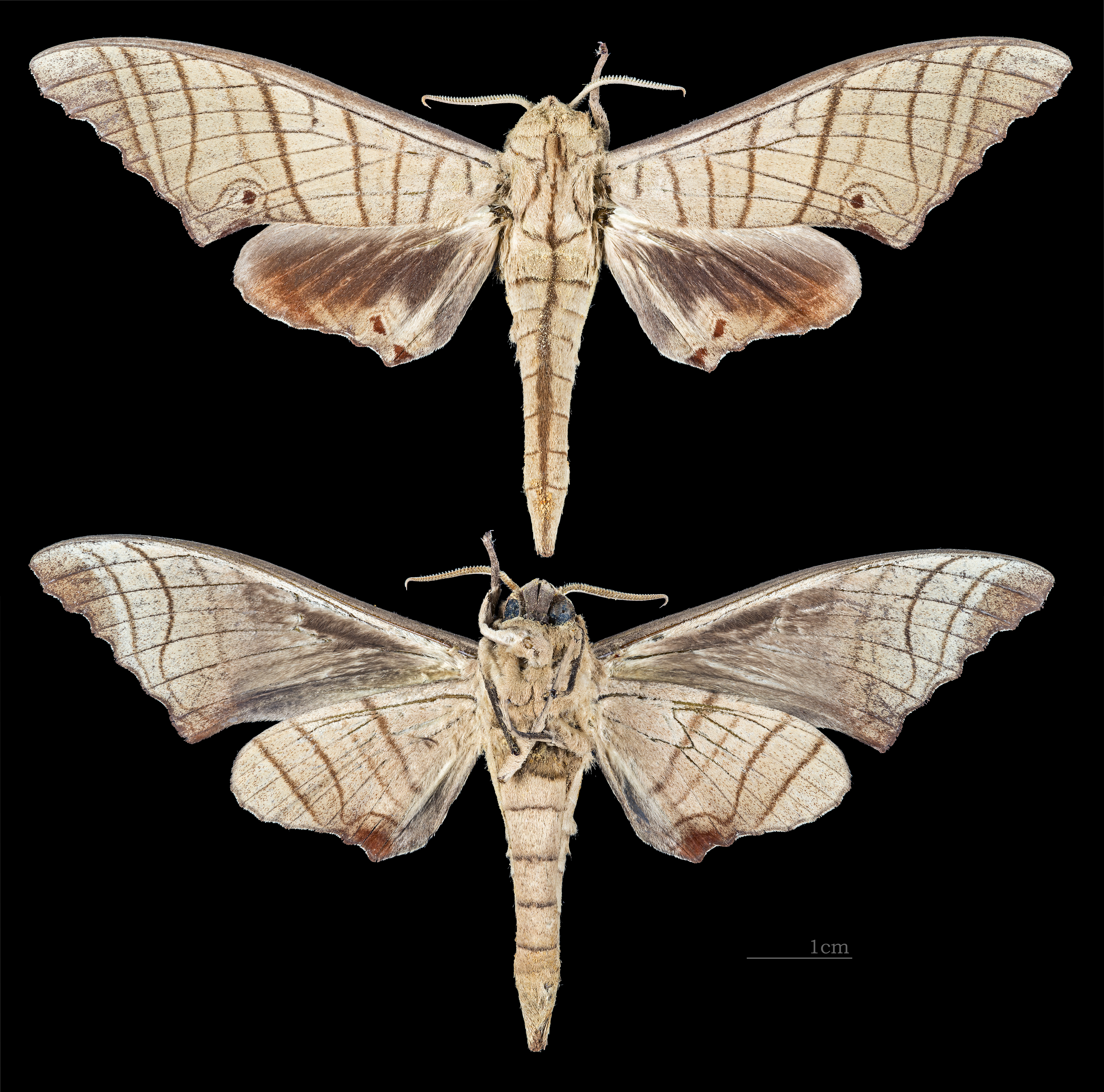
Marumba tigrina